# هربرت وليامز (قسيس)
هربرت وليامز (بالإنجليزية: Herbert Williams)‏ هو قسيس نيوزيلندي، ولد في 10 أكتوبر 1860 في غيسبورن ‏ في نيوزيلندا، وتوفي في 7 ديسمبر 1937 في نيبيار في نيوزيلندا.